# Congreso Nacional de Intendentes

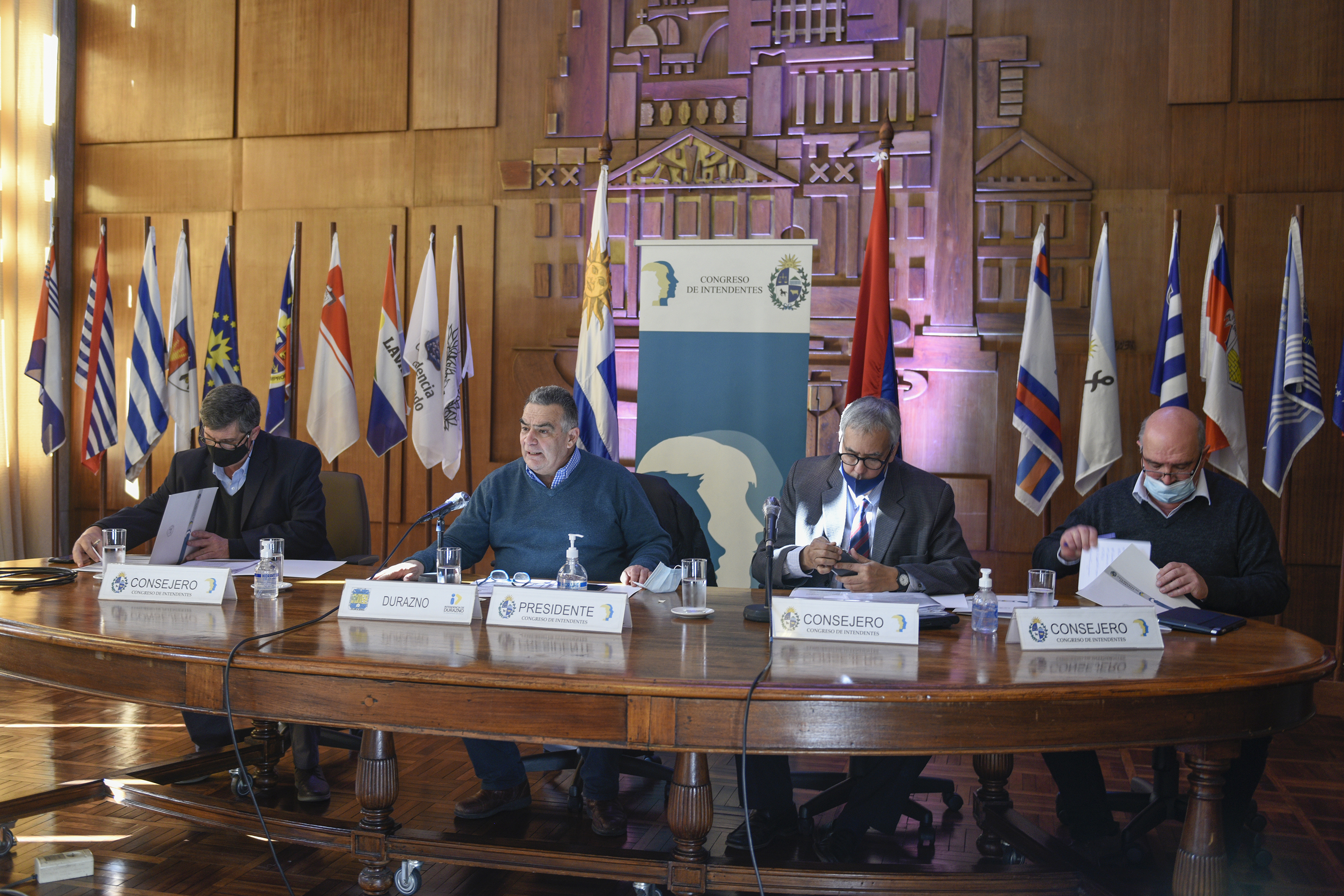
Sesion del Congreso de Intendentes en el Salón Ernesto de los Campos del Palacio Municipal de Montevideo

El Congreso Nacional de Intendentes es un organismo que reúne a todos los Intendentes  de los diecinueve departamentos de Uruguay.

## Composición

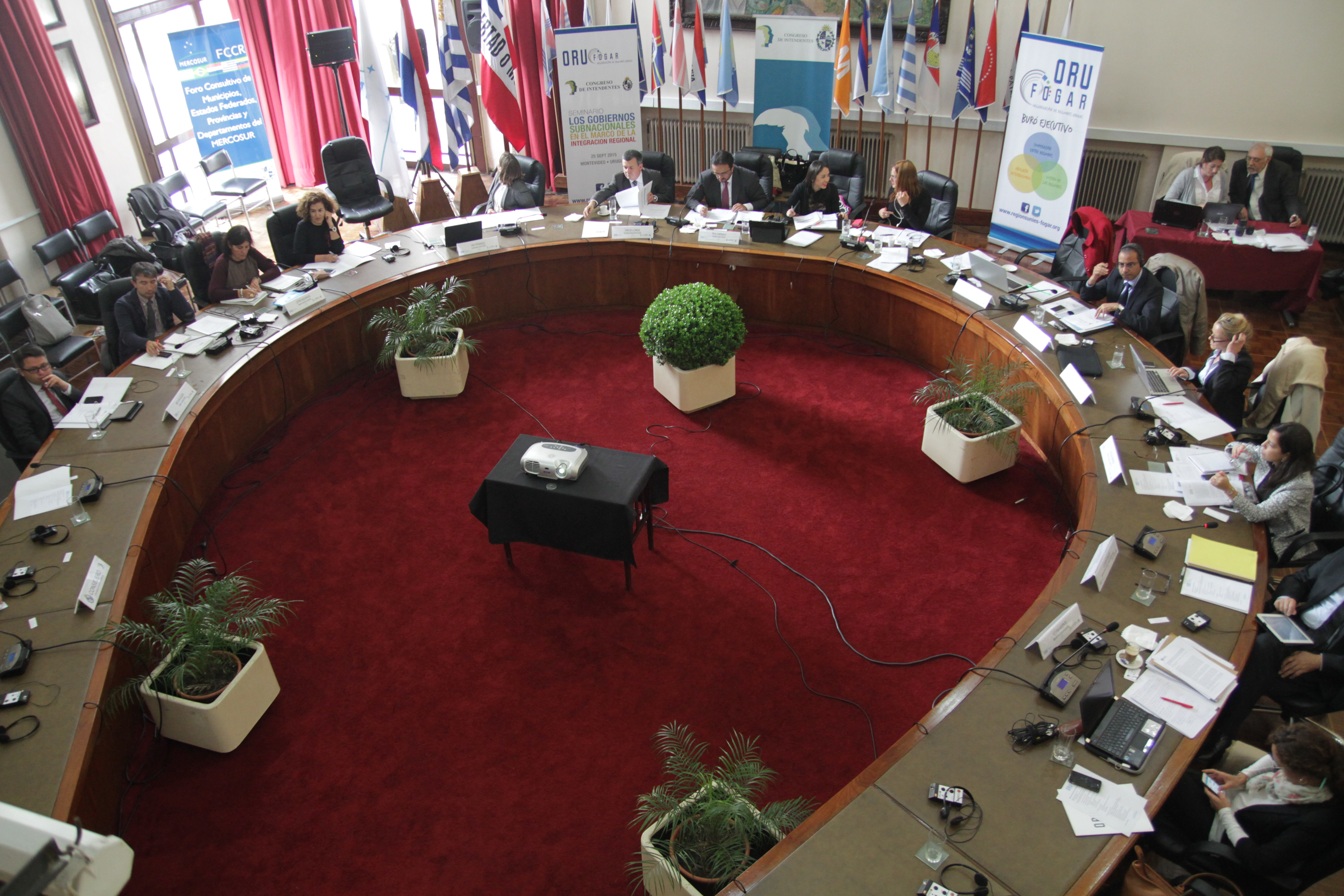
Salón de sesiones del Congreso de Intendentes en el Palacio Municipal de Montevideo.

El Congreso de Intendentes se realiza de manera ordinaria los primeros jueves de cada mes y extraordinariamente cuando así lo decida la Mesa o si algún Intendente lo demanda. El plenario designa a los delegados en las Comisiones con el Poder Ejecutivo y  resuelve las Comisiones Interdepartamentales del organismo.
La Mesa del cuerpo está compuesta por el presidente y sus dos Vicepresidentes, pudiendo ampliarse con los consejeros del organismo. Su elección se realiza mediante dos tercios de votos de los Intendentes, turnándose los cargos los partidos políticos representados en el Congreso.

## Historia y cometidos
Las primeras reuniones tuvieron lugar por iniciativa del intendente montevideano Germán Barbato en 1943. 
En 1959, el Concejo Departamental presidido por Daniel Fernández Crespo le dio una Secretaría General.
Funciona desde hace décadas, como un ámbito de discusión y coordinación de temáticas de carácter departamental, ya sea de materia presupuestaria o de organización territorial de Uruguay. En la Constitución de 1997 fue reconocido e institucionalizado.
Hay otros organismo afínes, como el Congreso Nacional de Municipios, creado luego de la creación de los Municipios en Uruguay, integrado por alcaldes de todo el país, como también el Congreso Nacional de Ediles, integrado por los legisladores departamentales de todo el país.

## Presidentes
El Congreso Nacional de Intendentes en la actualidad presidido por el  intendente de Paysandú, Nicolás Olivera, mientras que el intendente de Canelones, Francisco Legnani, ocupa la vicepresidencia.
Este organismo ha sido presidido por otros intendentes a lo largo de la historia como: 
- Eduardo Malaquina,
- Tabaré Vázquez (1993),
- Mariano Arana,
- Jorge Larrañaga (1998-1999),
- (1999-2000)
- (2000-2001)
- (2001-2002)
- (2002-2003)
- (2003-2004)
- Carlos Moreira (2004-2005),
- (2005-2006)
- (2006-2007)
- Juan Giachetto (2007-2008),
- (2008-2009)
- Omar Lafluf (2009-2010),
- Wilson Ezquerra (2010-2011),
- Marcos Carámbula (2011-2012),
- Omar Lafluf (2012-2013)
- Armando Castaingdebat (2013-2014),
- Artigas Barrios (2014-2015),
- Daniel Martínez (2016-2017),
- José Luis Falero (2017-2018),
- Marne Osorio (2018-2019),
- Adriana Peña (2019-2020),
- Christian Di Candia (2020)
- Carmelo Vidalín (2020-2021)
- Guillermo López (2021-2022)
- Fernando Echeverría (2022-2023),
- Enrique Antía (2023-2024)
- Carmelo Vidalín (2024-2025)
- Nicolás Olivera (2025-act)

## Relacionamiento con el Poder Ejecutivo
Uno de los temas que más concitaron la atención del público, fue la instauración de una patente de rodados única a nivel nacional, que significó un diálogo directo entre el Presidente y los gobiernos departamentales. Este episodio no ha quedado aislado, ya que a lo largo de los diferentes periodos y gobiernos, se continuó por esa línea de trato directo entre el ejecutivo nacional y departamental. Tal fue el ejemplo, de la implantación y el funcionamiento de la Universidad Tecnológica del Uruguay.